# Apanteles turri
Apanteles turri är en stekelart som beskrevs av Rao och Chalikwar 1976. Apanteles turri ingår i släktet Apanteles och familjen bracksteklar. Inga underarter finns listade i Catalogue of Life.